# 堅鐔

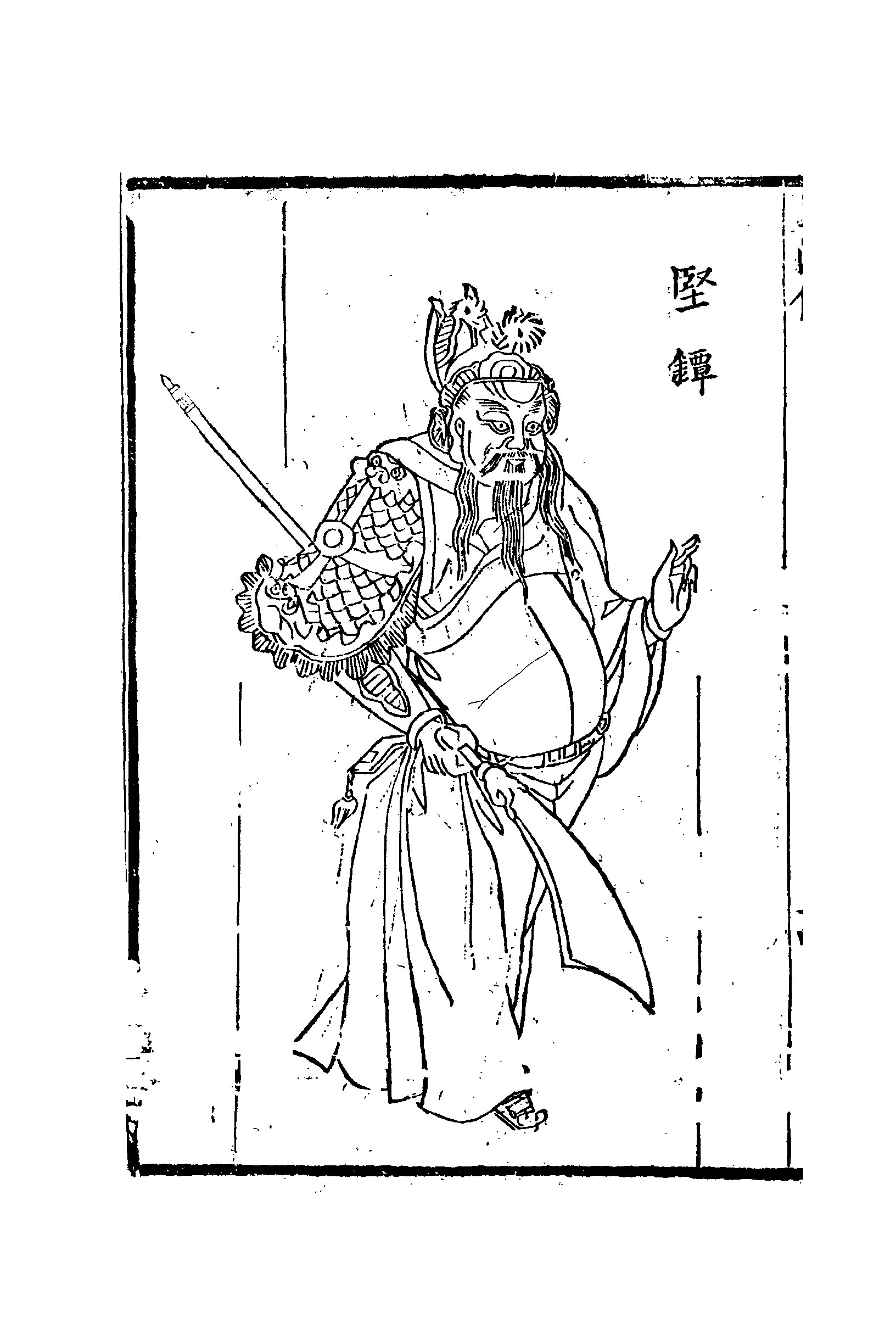
堅鐔

堅 鐔（けん たん、? - 50年）は、後漢の武将。字は子伋（しきゅう）。潁川郡襄城県（河南省襄城県）の人（『後漢書』列伝12・本伝）
。光武帝の功臣であり、「雲台二十八将」の第22位に序せられる（『後漢書』列伝12）。

## 略歴
| 姓名           | 堅鐔                                                       |
| 時代           | 新代 - 後漢時代                                            |
| 生没年         | 生年不詳 - 50年（建武26年）                                |
| 字・別号       | 子伋（字）                                                 |
| 本貫・出身地等 | 豫州潁川郡襄城県                                           |
| 職官           | 主簿〔劉秀〕→偏将軍〔劉秀〕 →揚化将軍〔後漢〕→左曹〔後漢〕 |
| 爵位・号等     | 合肥侯〔後漢〕                                             |
| 陣営・所属等   | 劉秀（光武帝）                                             |
| 家族・一族     | 子：堅鴻                                                   |

もと郡県の吏を務めていた。劉秀が河北攻略を始めると堅鐔を推挙する者があり、劉秀は堅鐔の実務能力を評価し主簿とした。また偏将軍となり、大槍と称する農民反乱集団の掃討など河北平定に功があった。
建武元年（25年）、劉秀の即位時に揚化将軍を拝命し㶏強侯に封ぜられ、諸将と共同で洛陽の劉玄軍攻略に参加した。堅鐔には洛陽の守将が内応の朱祜と共に洛陽城の東門にて勝利し、これが契機となって、劉玄軍の大司馬朱鮪は降った。
建武2年（26年）、萬脩と共同で南陽平定に向かい、宛の軍閥の董訢を敗走させた。しかし光武帝の配下の鄧奉が大司馬呉漢が故郷の新野を略奪することに怒りて叛き、また萬脩が陣没したため、堅鐔は北を董訢、南を鄧奉に囲まれた。孤立すること一年、兵糧は尽き、野草で餓えをしのいだ。堅鐔は敵襲に対し常に先陣を務め、兵士の犠牲を出さなかった。劉秀が親征して董訢・鄧奉を破ると、堅鐔を左曹とし、常に従軍させた。
建武6年（30年）、合肥侯に封ぜられた。
建武26年（50年）、逝去した。